# 子門仁
子門 仁（しもん じん）は日本の放送作家、著作家。
風俗ライター集団F.M.W（風俗マニアライターズ）に所属する。

## 経歴
1970年頃に東京都台東区に生まれる。18歳で放送作家、ライターとなる。
現在は東京都内で農産物の貿易、営業に関わる仕事をしている。また、仕事の傍らで趣味の風俗店巡りをし、その経験の元に執筆活動をしている。

## 著書
- 『ぽつん風俗に行ってきた!』2018年6月11日発売、彩図社　ISBN 978-4-8013-0309-6